# TOI-3819
TOI-3819 — одиночная звезда в созвездии Близнецов на расстоянии приблизительно 1766 световых лет (около 541 парсек) от Солнца. Звёздная величина диапазона G звезды — +12,404m. Возраст звезды определён как около 4,5 млрд лет.
Вокруг звезды обращается, как минимум, одна планета.

## Характеристики
TOI-3819 — жёлтый карлик спектрального класса G1V. Масса — около 1,242 солнечной, радиус — около 1,538 солнечного, светимость — около 2,51 солнечной. Эффективная температура — около 5754 K.

## Планетная система
В 2022 году группой астрономов было объявлено об открытии планеты TOI-3819 b.